# Torres d'Olhão
Les Torres d'Olhão és un conjunt de torres de guaita, situades al municipi d'Olhão, districte de Faro, Portugal. Construïdes entre els segles XII i XVI, amb contacte visual entre elles, s'estenen pràcticament en línia recta entre Barra de Faro i Barra de Fuseta, amb una evident relació amb el litoral i la Ria Formosa. Es distribueixen en dues línies: una de davant, a tocar de la costa, amb la funció de vigilància i protecció dels terrenys i poblacions riberenques; una segona línia, a la part posterior, amb la possible funció de protegir els camps de conreu i donar suport a la primera línia.
Queden 6 torres dempeus: Torre de Marim, Torre de Quatrim de Quelfes, Torre d'Alfanxia, Torre da Amoreira, Torre de Bias do Sul 1 i Torre de Bias do Sul 2, a més de les torres ja desaparegudes: Talaia del Torrejão, Torre del Natal, Torre de Santo Antonio do Alto, Talaia del Cap de Santa Maria i Talaia del Forte da Barra Nova.

## Torre de Marim
De planta quadrada, de 9,95 m d'alçada i 10 m d'amplada, amb planta baixa massissa i 2 plantes amb parets d'1,20 m de gruix. Acaba en terrassa, amb diversos canalons a un nivell inferior; alçats de maçoneria, arrebossats i emblanquinats, amb angles de carreu. Interior amb diverses divisions modernes

## Torre de Quatrim de Quelfes
De planta quadrada, de dimensions reduïdes, de 7,95 m d'alçada i 5,30 m d'amplada, sobreviuen tres elevacions, en un aparell pseudoisòdom, amb filades horitzontals regulars compostes de pedra tallada irregularment i amb ajuda de colzes, arrebossades amb morter de calç. La façana principal està totalment destruïda.

## Torre d'Alfanxia
Només sobreviuen dues parets, amb 40cm d'alçada per 3,1m de llarg i 1,6m de gruix, un al nord i l'altre a llevant, la intersecció del qual apunta a una planta quadrangular o rectangular; aparell pseudoisòdom, amb la inclusió d'alguns colzes i molt de morter d'articulació, amb pedres irregulars, sense tallar, de bona mida.

## Torre da Amoreira
Només queda una paret, amb 3,30 m de llarg per 1,60 m d'alçada i 90cm de gruix, encara conservant una cantonada; aparell pseudoisòdom, fet de pedra irregular, sense tallar, amb morters de calç.

## Torre de Bias do Sul 1
De planta circular, aparell no isòdom, format per fileres horitzontals a base de pedres petites o mitjanes del nivell més baix visible avui dia, intercalades amb morter i colzes de connexió; conserva una mica de guix de calç; única entrada al nord, per la zona més destruïda de l'edifici; la zona sud, la millor conservada, s'eleva fins als 7,8m d'alçada. Interior: espai únic originalment diferenciat en pisos, dels quals resten cornises al llarg dels murs.

## Torre de Bias do Sul 2
Destruïda fins als fonaments, restes de dues elevacions amb 34cm d'alçada i 40cm de gruix; la cota sud fa 12,4m de llarg i l'est 7m; amb aparell de pedra de mida gran.